# Ludwig Diestel
Ludwig Diestel (Königsberg, 28 settembre 1825 – Tubinga, 15 maggio 1879) è stato un teologo tedesco.
Studiò in diverse università e nel 1851 divenne docente all'Università di Bonn. Nel 1858 a Bonn divenne professore associato di teologia. Più tardi, fu professore presso le Università di Greifswald (1862), Jena (1867) e Tubinga (1872).
Diestel era noto per le sue idee teologiche liberali. Si specializzò nell'esegesi dell'Antico Testamento e fu l'autore dell'acclamata "Geschichte des Alten Testamentes in der christlichen Kirche" (Storia dell'Antico Testamento nella Chiesa Cristiana), (1868). Altre opere note di Diestel includono:
- Der Segen Jakob's in Genesis, xlix historisch erläutert; CA Schwetschke & Son, Brunswick, 1853
- Die Sintflut und die Flutsagen des Alterthums; C. Habel, 1871